# 安藤正次
安藤正次（日语：／ Andō Masatsugu ?，1878年9月13日—1952年11月18日），日本東京都人，是日本的日語学者。他曾任臺北帝國大學總長、东洋大学教授、以及日本文部省国語審議会會長。安藤正次著有《日本文化史古代篇》、《古代國語研究》、《國語學通考》、《古典與古語》、《國語史序說》等書。

## 生平

### 早年
安藤正次原籍東京，於1878年9月13日出生於日本埼玉縣。
1894年，安藤正次進入神宮皇學館預科，並於1898年自該校本科畢業，前往東京修習英語及德語。到了1901年，安藤正次開始於東京帝国大学文學部言語學科就讀，並於1904年7月畢業，二個月後被任命為神宮皇學館教授直至1916年辭職。辭職該年受文部省委託，進行国語相關調査。1917年，安藤正次成為日本女子大学的國文科教授，到了1925年3月則轉任早稻田大學教授。

### 前往臺灣
1926年3月，安藤正次前往臺灣，受聘為臺灣總督府高等學校語言學教授。同時，他也被臺灣總督府聘任為在外研究員，前往英、美、德、法四國考察各國國語政策迄1928年1月，共歷時1年又10個月:31。1928年，安藤正次返國，就任台北帝国大学文政學部教授，主持國語學國文學講座，並擔任台灣總督府教科書調查委員、文政學部紀要出版委員、以及台北帝國大學評議員。之後，由於該校文政學部部長村上直次郎以職務繁忙為由辭職，安藤正次於1932年6月接任該職，直至1934年由專長周易政治思想與老子哲學的今村完道接任:204。1940年，安藤正次退休並返回日本內地。
不過到了1941年，安藤正次再度返回臺北帝大，並於該年4月成為該校第三任總長（亦即校長）兼總督府評議會會員:183。上任後，他隨即提出「以於南方學術之研究、助益資源之開發為目的，預定在海南島設置臨海實驗所與熱帶農林研究所」，並於1943年3月13日成立臺北帝國大學南方資源科學研究所、同年11月在海南島設置實驗所:183-184。1945年3月，安藤正次辭去台北帝国大学總長一職並返回日本，該職位則由安藤一雄接任。
安藤正次曾受教於日本近代語言學者上田萬年的門下，對歐洲語言問題和國際關係很感興趣。任職臺北帝大期間，安藤正次發表了許多有關臺灣語言問題的文章，並認為在臺灣這類型的二語併用地區應施行「近代國家理想的單語教育」。不過，他也主張這不應採激進的政策，而是偏好以時間自然普及。此外，臺灣總督府曾籌劃「始政五十周年記念事業」，因此有了「南方大系出版計畫」的出現，時任臺北帝大總長的安藤正次則被任命為南方大系委員會的副委員長:247-248。

### 戰後
1945年，安藤正次成為日本文部省国語審議会的会長，致力於解決日本国语国字问题。翌年，他參與制定當用漢字和現代假名遣，並為国立国語研究所的設立而奔走。1946年，安藤正次成為東洋大学的教授，並於1950年成為該校的校長。安藤正次也是戰後日本「國民的國語運動」（日語：国民の国語運動）代表人物，促成了日本口語化憲法草案的發表。在這段期間，他也兼任了立正大學、昭和女子大學、日本法政大学、駒澤大学等校的教授。
1952年11月18日，安藤正次於東京都逝世，享壽74歲。逝世後，他的主要著作被後人整理成七卷的《安藤正次著作集》出版。